# Tear Studio
Tear Studio Co., Ltd. (яп. 株式会社ティアスタジオ кабусики гайся Тиа Сутадзио) — ныне упразднённая аниме-студия, основанная 15 марта 2013 года.
Студия обанкротилась в декабре 2019 года с долгами около 43 миллионов иен, в том числе около 8 миллионов иен студия задолжала примерно пятидесяти аниматорам.

## История
Tear Studio была основана в Сугинами, специальном районе Токио в Японии Дзюном Като. 15 марта 2013 года было открыто подразделение Teartribe в качестве зарубежного производственного отдела Tear Studio с целью сотрудничества с китайскими студиями, имеющими опыт работы в индустрии анимации, для достижения экономической целесообразности и для стабильности производственного качества.

## Работы

### Телесериалы
| Название                             | Канал    | Начало трансляции | Конец трансляции | Количество эпизодов | Заметки                                                                                                | Примечания  |
| ------------------------------------ | -------- | ----------------- | ---------------- | ------------------- | --- | ----------- |
| Lord of Vermilion: The Crimson King  | Tokyo MX | 13 июля 2018      | 28 сентября 2018 | 12                  | Экранизация франшизы Lord of Vermilion, которой владеет Square Enix. Совместное производство с Asread. | [ 4 ] [ 5 ] |
| Why the Hell are You Here, Teacher!? | Tokyo MX | 8 апреля 2019     | 24 июня 2019     | 12                  | По манге автора под псевдонимом Soborou.                                                               | [ 6 ] [ 7 ] |

### Полнометражные фильмы
| Название        | Дата выхода     | Заметки               | Примечания  |
| --------------- | --------------- | --------------------- | ----------- |
| The Royal Tutor | 16 февраля 2019 | По манге Хигасы Акаи. | [ 8 ] [ 5 ] |

### OVA
| Название                             | Дата выхода     | Количество эпизодов | Заметки                                            | Примечания   |
| ------------------------------------ | --------------- | ------------------- | -------------------------------------------------- | ------------ |
| Fragtime                             | 22 ноября 2019  | 1                   | По манге автора под псевдонимом Sato.              | [ 9 ] [ 10 ] |
| Why the Hell are You Here, Teacher!? | 11 декабря 2019 | 1                   | OVA эпизод к Why the Hell are You Here, Teacher!?. | [ 11 ]       |